# Camauro

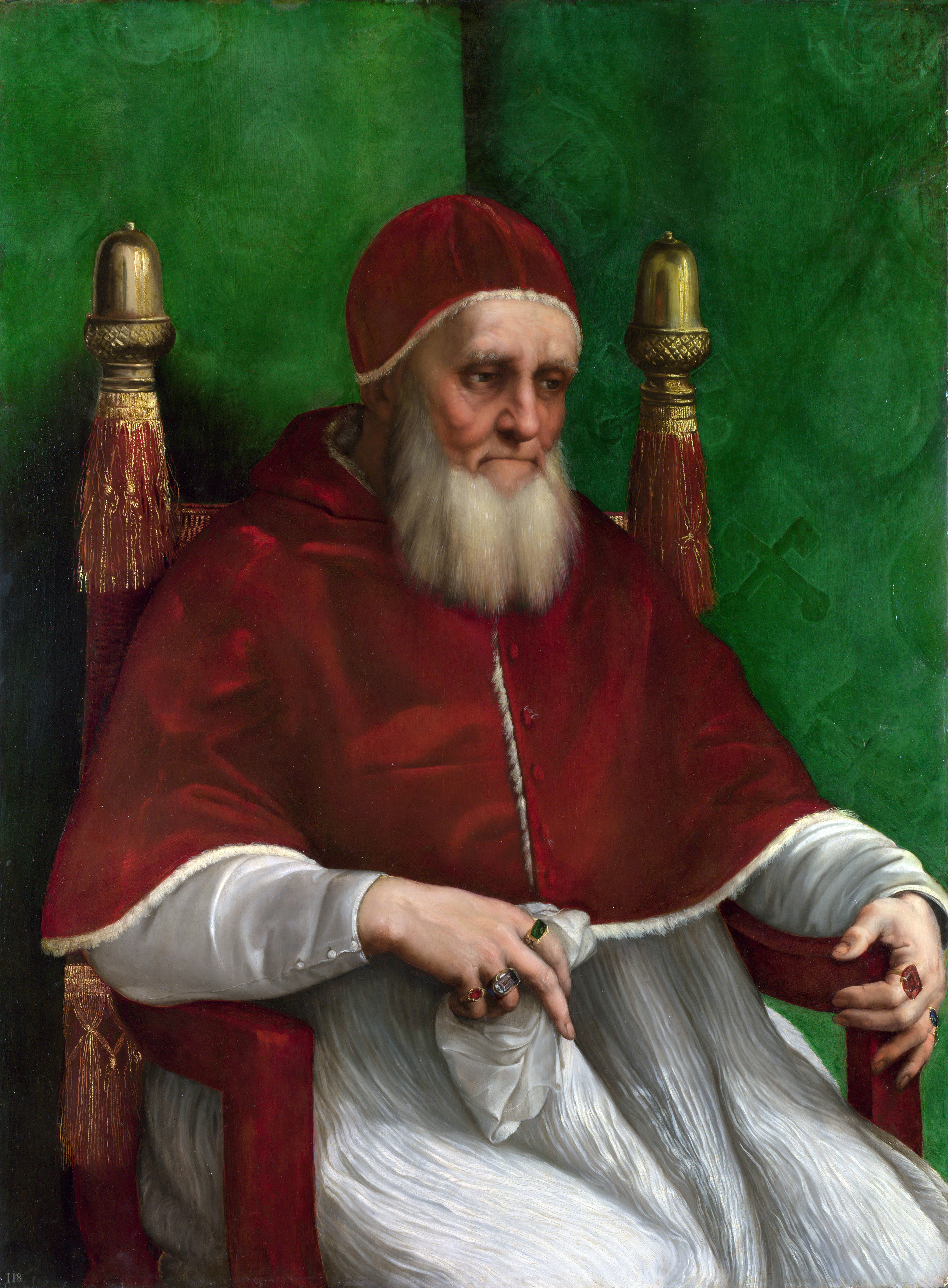
Papież Juliusz II w camauro i w mozzetcie

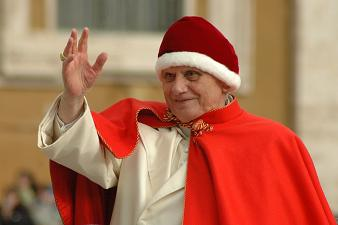
Benedykt XVI w camauro

Camauro (z łac. camelaucum i gr. kamelauchion – „skóra wielbłądzia”) – tradycyjne nakrycie głowy papieży, noszone od XII wieku w zastępstwie biretu. Papieskie camauro były wykonane w dwóch wersjach:
- zwykłej – z czerwonego aksamitu z białą gronostajową otoczką,
- noszonej w okresie wielkanocnym – wykonanej z białego jedwabnego adamaszku.

Obie były podbite i obszyte gronostajem.
Po pontyfikacie Jana XXIII nienoszone do czasu, aż Benedykt XVI wystąpił w czerwonym camauro podczas audiencji generalnej w grudniu 2005 roku.